# レバレッジ (企業)
VALX株式会社（バルクス、英: VALX Inc.）は、東京都渋谷区にあるフィットネスブランド「VALX」を運営する企業である。旧社名は株式会社レバレッジ。

## 沿革
- 2006年5月  WEB制作会社として株式会社レバレッジを設立する。
- 2009年3月  港区西麻布3丁目1番18号RD西麻布ビルへ移転する。
- 2013年5月  関連会社としてコンシェルジュ不動産を設立する。
- 2016年1月  フィットネス系メディア「ダイエットジムコンシェルジュ」を開始する。
- 2016年6月  一般社団法人パーソナルトレーナー協会を設立する。
- 2016年10月 パーソナルトレーナー総合サービス「トレーナーエージェンシー」を開始する。
- 2016年10月 渋谷区桜丘町29番25号渋谷パールホームへ移転する。
- 2017年4月  渋谷区南平台町13番1号サトウビルへ移転する。
- 2017年11月 「ダイエットジムコンシェルジュ」のリニューアルに伴い、「DIET CONCIERGE（ダイエットコンシェルジュ）」と改称
- 2018年6月  総合ジム紹介サービス「フィットネスコンシェルジュ」を開始する。
- 2018年10月 渋谷区南平台町16番29号グリーン南平台ビルへ移転する。
- 2018年10月 ヨガインストラクターマッチングサービス「ヨガコンシェルジュ」を開始する。
- 2019年1月  渋谷区で写真スタジオ『studio JOSUI』を開業する。
- 2019年5月  グリーン南平台ビル7階にオフィス増床
- 2019年9月  「VALX」を開業する。
- 2022年1月  VALX GYM武蔵小山店を開店する。
- 2022年3月  渋谷区南平台町16番11号 MFPR渋谷南平台ビルへ移転する。
- 2022年7月  aiwell株式会社と資本業務提携を開始する。
- 2023年1月  福岡天神オフィスを開設する。
- 2023年4月  VALX GYM調布店及び溝の口店を開店する。
- 2023年8月  VALX GYM立川店・錦糸町店・福岡天神店を開店する。
- 2025年4月  VALX株式会社に商号変更。

## 主な業務
- フィットネス系自社メディア運営
- インフルエンサーマーケティング
- 山本義徳後継者育成プログラム運営
- フィットネスモデル撮影
- カメラスタジオstudio JOSUI運営

## 受賞履歴
- 2016年2月 - ウーマンエンパワー「ママが働きやすい会社大賞」[2]
- 2017年3月 - ウーマンエンパワー「アワード特別賞」[3]
- 2018年1月 - 一般社団法人働きやすさ推進協会理事就任
- 2019年10月 - パッションナビ「情熱メッセージ大賞」[4]
- 2022年5月 - Best Recruit Matching Award2022「Growth Up 部門賞」